# مایمی یاجیما
مایمی یاجیما (انگلیسی: Maimi Yajima؛ زادهٔ ۷ فوریهٔ ۱۹۹۲) خواننده، و بازیگر اهل ژاپن است.